# Aleksandra Kica
Aleksandra Kica (* 1981 in Witten, Nordrhein-Westfalen) ist eine polnische Kostümbildnerin.

## Leben
Aleksandra Kica ist die Tochter des polnischen Theaterregisseurs Janusz Kica.
Nach Lebensstationen in Deutschland, Australien und Polen, wo sie 12 Jahre lebte, absolvierte sie 2003 ihre Ausbildung im Fach Mode-Design an der Modeschule Herbststraße in Wien.  Ihre ersten Kostümarbeiten entstanden für das Max-Reinhardt-Seminar, wo sie über vier Jahre als Kostümbildnerin bei zahlreichen Gast- und Diplom-Regiearbeiten tätig war. Nebenbei arbeitete sie an verschiedenen Theatern als Kostümassistentin, u. a. am Schauspielhaus Wien, wo sie 2007 unter der Intendanz von Airan Berg und Barrie Kosky im Rahmen der Wiener Festwochen mit dem Kostümdesign für Die Troerinnen von Euripides eine ihrer ersten eigenen Theaterarbeiten schuf.
Seit 2007 ist Aleksandra Kica in Deutschland, Österreich und Südtirol als selbständige Kostümbildnerin bei Inszenierungen von Theaterstücken, Musicals, Opern, Operetten, Tanzprojekten und Filmen tätig und stattete als Kostümbildnerin mittlerweile über 80 Bühnenproduktionen aus. Aleksandra Kica arbeitete u. a. bei den Vereinigten Bühnen Wien, am Landestheater Niederösterreich, am Vorarlberger Landestheater, am Theater Lübeck, am Hessischen Staatstheater Wiesbaden, am Staatstheater Augsburg, am Staatstheater Nürnberg, am Salzburger Landestheater, an der Volksoper Wien, an den Vereinigten Bühnen Bozen und bei den Seefestspielen Mörbisch.
2018 entwarf sie die Kostüme für Paulus Mankers siebenstündige Inszenierung des Theaterstücks Die letzten Tage der Menschheit von Karl Kraus in der alten Waffen-Fabrik in Wiener Neustadt. Die gesamte Produktion wurde 2020 in Wien, 2021/2022 auch in Berlin und 2023 im Südbahnhotel am Semmering gezeigt.
Zwischen 2006 und 2007 entwarf sie die Kostüme für die Wiener Pop-Rock Bands „Mondscheiner“ und „Kpunkt“.
Aleksandra Kica lebt und arbeitet in Wien.

## Anerkennungen
- 2021 erhielt Kica bei den Broadway World Austria Awards den Preis in der Kategorie „Bestes Kostümdesign“ für On Your Feet!, das im Rahmen des Musicalsommers Amstetten aufgeführt wurde.[1][3]

## Kostüme (Auswahl)
- 2009: Maria Stuart, Regie: Aida Karic, Linz 2009 – Kulturhauptstadt Europas[1] / Traverse Theatre Edinburgh
- 2012: Einsame Menschen, Regie: Janusz Kica, Landestheater Niederösterreich[9]
- 2013: Die Physiker, Regie: Helene Vogel, Landestheater Vorarlberg[10]
- 2014: Minna von Barnhelm, Regie: Helene Vogel, Wuppertaler Bühnen[11]
- 2015: Carmen, Regie: Alexander Kubelka, Landestheater Vorarlberg[12]
- 2016: Sunset Boulevard, Regie: Michael Wallner, Theater Lübeck[13]
- 2017: Reigen, Regie: Felicitas Braun, Hessisches Staatstheater Wiesbaden[14]
- 2018: Die letzten Tage der Menschheit, Regie: Paulus Manker, Waffenfabrik Wiener Neustadt[15]
- 2018: Liliom, Regie: Rudolf Frey, Landestheater Niederösterreich[16]
- 2019: Die Csárdásfürstin, Regie: Rudolf Frey, Sommerfestspiele Langenlois[17]
- 2021: Chicago, Regie: Gaines Hall, Staatstheater Augsburg[18]
- 2022: Sister Act, Regie: Peter Hohenecker, Luisenburg-Festspiele Wunsiedel[19]
- 2022: Grease, Regie: Alex Balga, Musical Sommer Amstetten[20]
- 2022: La Traviata, Regie: Eva-Maria Melbye, Staatstheater Augsburg[21]
- 2023: The Rocky Horror Show, Regie: Rudolf Frey, Vereinigte Bühnen Bozen[22]
- 2023: Die Entführung aus dem Serail, Regie: Nurkan Erpulat, Volksoper Wien[23]
- 2022–2025: Hair, Regie: Andreas Gergen,  Salzburger Landestheater / Felsenreitschule[24]
- 2023: Mamma Mia, Regie: Andreas Gergen, Seefestspiele Mörbisch[25]
- 2024: Jesus Christ Superstar, Regie: Andreas Gergen, Staatstheater Nürnberg[26]
- 2025: Rent, Regie: Rudolf Frey, Stadttheater Bozen[27][28]
- 2025: Maria Theresia, Regie: Alex Balga, Vereinigte Bühnen Wien / Ronacher[29]